# Henryk Kowalczyk
Henryk Kowalczykⓘ (ur. 15 lipca 1956 w Żabiance) – polski polityk, nauczyciel i samorządowiec.

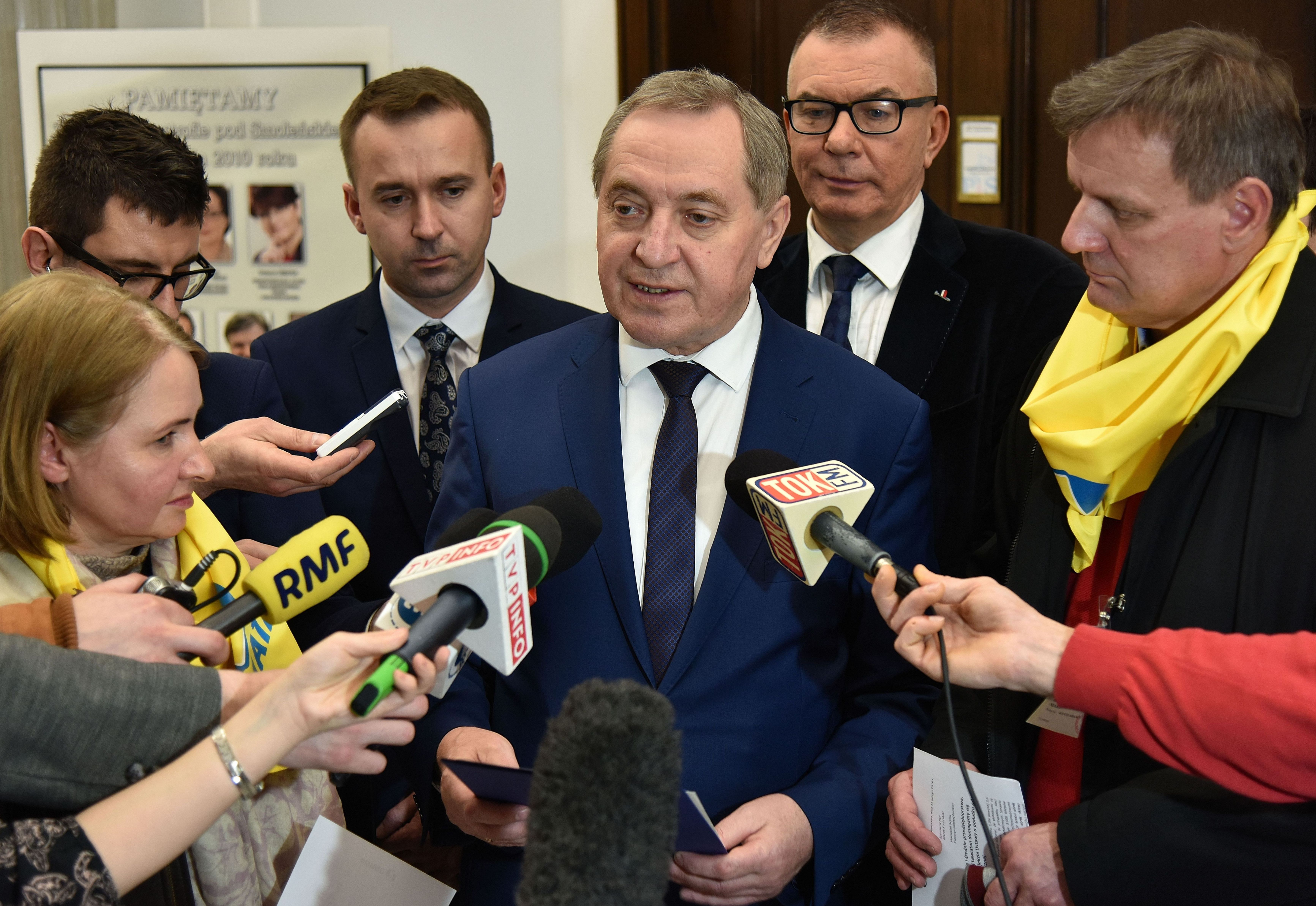
Henryk Kowalczyk udzielający wywiadu w Sejmie (2016)

Poseł na Sejm V, VI, VII, VIII, IX i X kadencji, w latach 2006–2007 sekretarz stanu w Ministerstwie Rolnictwa i Rozwoju Wsi, w latach 2015–2018 oraz w 2023 minister-członek Rady Ministrów, w latach 2015–2018 przewodniczący Komitetu Stałego Rady Ministrów, w 2016 p.o. ministra skarbu państwa, w latach 2018–2019 minister środowiska, w latach 2021–2023 minister rolnictwa i rozwoju wsi oraz wiceprezes Rady Ministrów.

## Życiorys
Syn Juliana i Marianny, brat Leszka Kowalczyka. W 1979 uzyskał magisterium z matematyki na Wydziale Matematyki, Informatyki i Mechaniki Uniwersytetu Warszawskiego. W latach 1979–1990 pracował jako nauczyciel matematyki w Zespole Szkół Rolniczych w Golądkowie.
W latach 1980–1981 przewodniczył komisji zakładowej NSZZ „Solidarność” w Zespole Szkół Rolniczych w Golądkowie. Od 1989 do 1992 był przewodniczącym Komitetu Obywatelskiego w gminie Winnica. Członek Akcji Katolickiej diecezji płockiej (wiceprezes zarządu diecezjalnego w latach 1999–2003) oraz Ruchu Światło-Życie. Od 2017 był przewodniczącym rady krajowej Stowarzyszenia „Wspólnota Polska”.
W latach 1992–2003 należał do Zjednoczenia Chrześcijańsko-Narodowego. Pełnił funkcję wójta gminy Winnica w latach 1990–1998 i 1999–2005. Od 19 lutego do 31 grudnia 1998 zajmował stanowisko wojewody ciechanowskiego, ostatniego w historii województwa. W latach 1998–2002 zasiadał w sejmiku mazowieckim (wybrany został z listy Akcji Wyborczej Solidarność).
W 1993 i 1997 bez powodzenia ubiegał się o mandat poselski. Dołączył później do Prawa i Sprawiedliwości. W 2005 z listy PiS został wybrany na posła V kadencji w okręgu siedleckim. Od 7 czerwca 2006 do 16 listopada 2007 był sekretarzem stanu w Ministerstwie Rolnictwa i Rozwoju Wsi oraz pełnomocnikiem rządu ds. kształtowania ustroju rolnego. W wyborach parlamentarnych w 2007 po raz drugi uzyskał mandat poselski, otrzymując 13 600 głosów. W wyborach do Sejmu w 2011 z powodzeniem ubiegał się o reelekcję, dostał 13 713 głosów. W 2015 został ponownie wybrany do Sejmu, otrzymując 22 850 głosów.
16 listopada 2015 powołany na ministra bez teki w rządzie Beaty Szydło. Objął także funkcję przewodniczącego Komitetu Stałego Rady Ministrów. We wrześniu 2016 po odwołaniu z urzędu Dawida Jackiewicza powierzono mu tymczasowo kierowanie Ministerstwem Skarbu Państwa (do czasu likwidacji resortu z dniem 31 grudnia 2016). 11 grudnia 2017 objął stanowisko ministra bez teki w nowo utworzonym gabinecie Mateusza Morawieckiego, ponownie został też przewodniczącym Komitetu Stałego Rady Ministrów. 9 stycznia 2018 został odwołany z pełnionych funkcji, tego samego dnia mianowany ministrem środowiska w tym samym rządzie; zastąpił na tym urzędzie Jana Szyszkę. W wyborach w 2019 uzyskał mandat posła IX kadencji, otrzymując 50 680 głosów. Objął funkcję przewodniczącego Komisji Finansów Publicznych. 15 listopada 2019 zakończył pełnienie funkcji ministra.
We wrześniu 2020 został przez prezesa PiS Jarosława Kaczyńskiego zawieszony w prawach członka partii za złamanie dyscypliny klubowej, głosując przeciwko nowelizacji ustawy o ochronie zwierząt; zawieszenie wygasło w listopadzie tegoż roku. W 2021 powołany przez premiera Mateusza Morawieckiego w skład Rady Doradców Politycznych.
26 października 2021 powrócił do administracji rządowej. W drugim gabinecie Mateusza Morawieckiego objął stanowiska wicepremiera oraz ministra rolnictwa i rozwoju wsi. 5 kwietnia 2023, w okresie protestów rolników związanych z importem zboża z Ukrainy, podał się do dymisji z funkcji ministra. Jako przyczynę tej decyzji podał niemożność realizacji postanowień porozumienia z rolnikami. 6 kwietnia 2023 prezydent Andrzej Duda odwołał go z obu funkcji rządowych, a następnie ponownie powołał na urząd wicepremiera.
Funkcję wiceprezesa Rady Ministrów pełnił do 21 czerwca 2023; ustąpił razem z innymi wicepremierami w związku z ponownym wejściem Jarosława Kaczyńskiego do rządu. Tego samego dnia prezydent powołał go na urząd ministra-członka Rady Ministrów. W wyborach w tym samym roku z powodzeniem ubiegał się o poselską reelekcję (z wynikiem 30 081 głosów). 27 listopada tego samego roku zakończył pełnienie funkcji ministra. W grudniu 2023 objął stanowisko skarbnika PiS.